# 그레고리 시에라

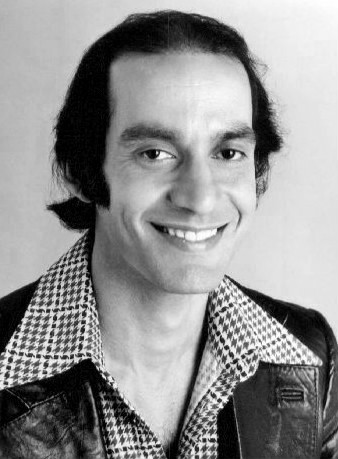

그레고리 시에라(Gregory Sierra, 1941년 1월 25일 ~ )는 미국의 배우, 연극 배우, 텔레비전 배우, 영화배우이다.
뉴욕에서 태어났다.

## 영화
- 원더풀 아이스크림 (1998년)
- 마피아 (1998년)
- 슬레이어 (1998년) - 지오바니 신부 역
- 와일드 블랙 (1994년)
- 못말리는 람보 (1993년)
- 닥터 퀸 (1993년)
- 딥 커버 (1992년)
- 도너 (1990년)
- 코드 네임 댄서 (1987년)
- 해리 구출 작전 (1986년)
- 5인의 특공대 (1985년)
- 마이애미의 두 형사 (1984년)
- 언커먼 밸러 (1983년)
- 쾌걸 조로 (1983년)
- 도박사 2 (1983년)
- 달리는 사이먼 (1981년)
- 폭풍의 다리 (1980년)
- 젠다성의 포로 (1979년)
- 골치 아픈 개 블루스 (1978년)
- 타워링 (1974년) - 카를로스 역
- 더 클론스 (1973년)
- 래핑 폴리스맨 (1973년)
- 빠삐용 (1973년)
- 샌포드 앤 선 (1972년)
- 포켓 머니(영어판) (1972년)
- 수사관 맥클라우드 (1970년)
- 혹성 탈출 2 - 지하 도시의 음모 (1970년) - 교회 관리인 역
- 갈등 (1970년)
- 제5전선 (1966년)
- 딜론 보안관 (1955년)